# 胡贝特·霍本
胡贝特·霍本（德語：Hubert Houben，1898年2月24日—1956年11月9日），德国男子田径运动员。他曾代表德国参加1928年夏季奥林匹克运动会田径比赛，获得男子4×100米接力银牌。